# Sport Klub
Sport Klub е европейски спортен канал, който се излъчва в Унгария, Полша, Сърбия, Босна и Херцеговина, Черна гора и Словения от 2006 г. Каналът започва излъчване в Хърватия през 2007 г. и в Северна Македония през 2011 година. Sport Klub предава различни спортни събития, включително футбол, баскетбол, тенис и ръгби лига.
Каналът излъчва следните първенства:
- Висша лига
- Ередивизи
- Руска Премиер Лига
- белгийската лига
- австрийската Бундеслига
- Примера Дивисион Аржентина
- шотландски Премиършип
- FA Cup
- Купа на Италия
- Купата на Турция
- Arsenal TV
- Barça TV
- Chelsea TV
- Манчестър Юнайтед TV
- Bayern TV
- Ла Лига
- Швейцарска Суперлига
- Примейра Лига
- Формула 1
- Футбол Чемпиъншип
- Квалификации за световното първенство по футбол 2018
- ATP Masters
- WTA Premier
- ATP 500
- ATP 250
- WTA FINALS
- ATP FINALS
- Волейбол Лига на нациите мъже и жени
- MotoGP
- и други

Sport Klub също е на разположение в Черна гора, Босна и Херцеговина и Македония. През 2007 г. Sport Klub + започна да излъчва изключително футбол. И двата канала са собственост на IKO Media. През септември 2011 г. Sport Klub Сърбия стартира излъчването си канали с висока резолюция. Като се започне от 22 септември 2013 Sport Klub преименува съществуващата Sport Klub, Sport Klub + и канали SK Prime на SK 1, SK 2 и SK 3, както и HD само канал SK Premium да SK HD. В допълнение към промяна на името, те напълно променен визуална идентичност, включително ново лого.
|  | Тази страница частично или изцяло представлява превод на страницата Sport Klub в Уикипедия на английски. Оригиналният текст, както и този превод, са защитени от Лиценза „Криейтив Комънс – Признание – Споделяне на споделеното“, а за съдържание, създадено преди юни 2009 година – от Лиценза за свободна документация на ГНУ. Прегледайте историята на редакциите на оригиналната страница, както и на преводната страница, за да видите списъка на съавторите. ВАЖНО: Този шаблон се отнася единствено до авторските права върху съдържанието на статията. Добавянето му не отменя изискването да се посочват конкретни източници на твърденията, които да бъдат благонадеждни. |